# Ligne de Mezőfalva à Rétszilas
La ligne de Mezőfalva à Rétszilas ou ligne 43 est une ligne de chemin de fer de Hongrie. Courte ligne transversale elle débute à Mezőfalva, sur la ligne de Pusztaszabolcs à Paks par Dunaújváros (ligne 42) et se termine à Rétszilas sur la ligne de Budapest à Pécs par Pusztaszabolcs (ligne 40).
Elle est exploitée par l'entreprise ferroviaire nationale Magyar Államvasutak (MÁV) qui y fait circuler des trains de voyageurs et de marchandises.

## Caractéristiques

### Ligne
La ligne de Mezőfalva à Rétszilas porte le numéro 43 sur le réseau ferroviaire Hongrois. C'est une ligne à voie unique, à écartement normal, longue de 19,295 kilomètres. Elle n'est pas électrifiée.

### Gares
Outre la gare d'embranchement, sur la ligne de Pusztaszabolcs à Paks par Dunaújváros (ligne 42), de Mezőfalva au point kilométrique (PK) 00,0, la ligne comporte quatre haltes ouvertes au service des voyageurs : Nagykarácsony felső (PK 3,0), Nagykarácsony (PK 6,6), Alap (PK 13,9) et Rétszilas alsó (PK 15,6), et la gare d'embranchement), sur la ligne de Budapest à Pécs par Pusztaszabolcs (ligne 40), de Rétszilas (PK 19,3), ouverte aux services des voyageurs et des marchandises.